# Сельское поселение Утёвка
Сельское поселение Утёвка — муниципальное образование в Нефтегорском районе Самарской области.
Административный центр — село Утёвка.

## Административное устройство
В состав сельского поселения Утёвка входят:
- село Трофимовка,
- село Утёвка,
- посёлок Каменный Дол,
- посёлок Песчаный Дол.